# Етьєн Ласпейрес
Ернст Луї Етьєн Ласпейрес (нім. Ernst Louis Étienne Laspeyres, 8 листопада 1834 рік, Галле, Королівство Пруссія, Німецький союз  — 4 серпня 1913 рік, Гіссен, Німецька імперія) — німецький економіст, статистик, філософ та юрист, формула якого знана серед економістів як «Індекс Ласпейреса», «призначена для вимірювання вартості життя» та широко використовується усіма державами світу.

## Біографія
Інформація про Ласпейреса обмежена творами сучасників, такими як Альфред Маршалл, які прочитали його статті, або ж англійські письменники, такі, як Корея Мілан Уолш, книга якої у 1901 році підсумувала обговорення номерів індексів. Думки про Ласпейреса як економіста були не цілком сприятливими. Шумпетер назвав його «людиною без необхідної кваліфікації, котра називала себе економістом», на відміну від інших економістів, як Вільям Стенлі Джевонс, Френсіс Еджворт чи Ірвінг Фішер, що також цікавились номерами індексів.
Народився Етьєн Ласпейрес 28 листопада 1834 року у місті Галле, що на Саксонській землі, у Королівстві Пруссія, яка в ті роки належала до Німецького союзу.
Прізвище «Ласпейрес», з португальської мови перекладається як «походження». Предками науковця були гугеноти, які переселилися із Франції до Берліну у 17 столітті. Його батько, Ернст Теодор Адольф Ласпейрес, був професором юриспруденції, брат Гугор — геологом, інший брат Павло — архітектором. Достеменно невідомо як він вимовляв своє прізвище, але ймовірніше за все мало воно слідуючу вимову - «Лас-пей-рес».
У період між 1853 і 1859 роками, він вивчав право і державні фінанси, в результаті чого отримав докторський ступінь в галузі політології та громадських фінансах в Гейдельберзі. Також навчався в університетах Тюбінгена, Берліна, Геттінгена, Галле та Гейдельберга.
У 1857 році науковець отримав докторський ступінь юридичних наук, в 1860 році — звання доктора філософських наук.
З 1864 року Етьєн викладав політологію в університеті Базеля, з 1866 року — в Ризькому політехнічному училищі. З 1869 року був професором в Дерптському університеті. У 1873 році Ласпейрес був призначений на університет в Карлсруе, але вже в наступному році переходить в університет Гісена, де викладає до 1890 року, однак з 1882 року займає пост ректора цього ж університету.
У 1871 році Ласпейрес вивів формулу розрахунку цін, що мала на увазі використання середнього арифметичного зваженої для визначення динаміки цін. Ця формула згодом отримала назву індекс Ласпейреса.
У 1890 році вчений виходить на пенсію.
Під час свого перебування в Хуейсені, Ласпейрес заснував семінар, що спеціалізувався статистики з питань політології. Тут він стає членом Міжнародного статистичного інституту (ІСІ), де регулярно брере участь у конференціях даної організації.
Економіст помер 4 серпня 1913 року, не доживши року до початку Першої світової війни. Ласпейрес був похований у Гіссені, на старовинному кладовищі Альте Фрідхоф разом з багатьма іншими діячами науки, наприклад з Вільгельмом Рентгеном, котрий відкрив ікс-промені.

## Внесок в економіку
У економіці Ласпейрес був певною мірою представником історичної школи. Вченого можна вважати одним з батьків ділової адміністрації як професійної академічної дисципліни в Німеччині, і як одним з основних уніфікаторів економіки та статистики. Він характеризувався ідеями в розвитку економіки, які зараз реалізовані на національному та міжнародному рівнях: кількісне визначення та операціоналізація економіки, розширення офіційної статистики, співпраця офіційної статистики та економічних досліджень та інтеграція економіста і статистиста в одну особу.
Чи не найбільшим здобутком Етьєна Ласпейреса є виведення індексу споживчих цін.
Ласпейрес також написав досить багато робіт з економічної історії, історії економічної думки та економічних питань, що стосуються його часу.

## «Індекс Ласпейреса»
У 1871 році Етьєн Ласпейрес вивів формулу, що зробила його ім'я ще більш відомим не лише у роки його активної діяльності, а й залишилася яскравим відбитком в історії. Він описав свою знамениту формулу в статті у 1871 році «Die Berechnung Einer Mittleren Waarenpreissteigerung» («Розрахунок збільшення середніх цін на сировинні товари»), яку тепер прийнято називати індексом Ласпейреса. Індекс Ласпейреса визначається шляхом зважування цін двох часових періодів за обсягами споживання базисного періоду і відображає зміну вартості споживчого кошика базисного періоду, що відбулося за поточний період. Індекс розраховується як відношення споживчих витрат, обумовлених придбанням того ж набору споживчих благ за поточними цінами до витрат на придбання споживчого кошика базисного періоду. Відображаючи динаміку цін за споживчим кошиком базисного періоду, індекс Ласпейреса не враховує змін у структурі споживання, які виникають через зміну цін благ. Відображаючи лише ефект доходу та ігноруючи ефект заміщення, цей індекс дає завищену оцінку інфляції при зростанні цін і занижену в разі їх зниження. Індекс Ласпейреса побудовано так, що ціна фіксованого кошика споживчих товарів у базовому році дорівнює 100 %, тому значення індексу показує динаміку цін товарів і послуг у поточному періоді порівняно з попереднім. Індекси споживчих цін у багатьох країнах в даний час визначаються за допомогою індексу Ласпейреса.

### Книги
- Wechselbeziehungen zwischen Volksvermehrung und Höhe des Arbeitslohns, 1860
- Geschichte der Volkswirtschäftlichen Anschauungen der Niederländer und ihrer Literatur zur Zeit der Republik, 1863
- Der Einfluß der Wohnung auf die Sittlichkeit, 1869

### Статті
- «Mitteilungen aus Pieter de la Courts Schriften. Ein Beitrag zur Geschichte der niederländischen Nationalökonomik des 17. Jahrhunderts» in Zeitschrift für die gesamte Staatswissenschaft, 1862
- «Hamburger Warenpreise 1851—1860 und die kalifornisch-australische Geldentdeckung seit 1848. Ein Beitrag zur Lehre von der Geldentwertung» in Jahrbücher für Nationalökonomie und Statistik, 1884
- «Die Berechnung einer mittleren Warenpreissteigerung» in Jahrbücher für Nationalökonomie und Statistik, 1871
- «Welche Waren werden im Verlaufe der Zeiten immer teurer? — Statistische Studien zur Geschichte der Preisen» in Zeitschrift für die gesamte Staatswissenschaft, 1872
- «Statistische Untersuchungungen über die wirtschaftliche und soziale Lage der sogenannte arbeitenden Klassen» in Concordia Zeitschrift für die Arbeiterfrage, 1875
- «Die Kathedersocialisten und die statistischen Congresse. Gedanken zur Begründung einer nationalökonomischen Statistik und einer statistischen Nationalökonomie» in Deutsche Zeit- und Streit-Fragen, 1875
- «Zur wirtschaftlichen Lage der ländlichen Arbeiter im deutschen Reich» in Zeitschrift für die gesamte Staatswissenschaft, 1876
- «Preise (Die Bewegungen der Warenpreise in der zweiten Hälfte des 19. Jahrhunderts)», voce nell'enciclopedia Meyers Konversations-Lexikon, 1883
- «Statistischen Untersuchungen zur Frage der Steuerüberwälzung» in Finanz-Archiv, 1901
- «Einzelpreise und Durchschnittspreise vegetalischer und animalischer Produkte in Preußen während der 75 Jahre 1821 bis 1895» in Zeitschrift, Prussia, Statistisches Bureau, 1901